# Megamiris
Megamiris is een geslacht van wantsen uit de familie van de Miridae (Blindwantsen). Het geslacht werd voor het eerst wetenschappelijk beschreven door Hsiao in 1947.

## Soorten
Het genus bevat de volgende soorten:

- Megamiris longirostris Carvalho, 1985
- Megamiris nigrifascies Carvalho, 1985
- Megamiris saileri Carvalho, 1953
- Megamiris vittatus Hsiao, 1947